# 최인 (1911년)
최인(崔仁, 1911년 ~ 몰년 미상)은 공산주의 항일운동가이자 조선민주주의인민공화국의 군인, 정치인이다. 중국 이름은 왕자인(王子仁)이다.

## 경력
1911년 평안북도에서 태어났다. 1941년 조선의용대 화북지대 제3대장으로 임명되었다. 1942년부터 1948년까지 조선의용군 소속으로 항일무장투쟁과 중국 동북 내전에 참전했다. 1948년 개인자격으로 38선 이북에 들어와 제1기 최고인민회의 대의원에 선출되었다.
1950년 한국전쟁 발발 당시 조선인민군 제7사단장, 1951년 4월 제6군단 참모장, 4월 제6군단장, 1952년 5월 기계화사령부 참모장을 역임했다. 1954년 7월 민주청년동맹 중앙위원회 체육지도부장, 1960년 내각 정보국장을 지냈다.

## 참고 자료
- 《왕자인》 노동자의 책